# Yang Xia
Dans ce nom chinois, le nom de famille, Yang, précède le nom personnel.
Yang Xia, née le 18 novembre 1977 à Baojing, est une haltérophile chinoise.

## Carrière
Yang Xia termine première des Jeux asiatiques de 1998 à Bangkok dans la catégorie des moins de 53 kg.
Elle remporte la médaille d'or des Jeux olympiques d'été de 2000 à Sydney en moins de 53 kg.